# Forêt d'État de Guánica
La forêt d'État de Guánica (en espagnol Bosque Estatal de Guánica) est le nom d'une forêt protégée depuis 1919 sur l'île caraïbéenne de Porto Rico. Elle abrite un grand nombre des espèces endémiques de la faune de Porto Rico.

## Géographie
Forêt tropicale sèche, la forêt de Guánica se trouve au sud-ouest de l'île de Porto Rico sur les territoires des municipalités de Guánica, Guayanilla, et Yauco ainsi que des parcelles isolées à Peñuelas et sur le territoire de la ville de Ponce. Elle s'étend sur un total de 4 400 hectares, comprenant une extension maritime de 8 milles nautiques et 21 km de côtes.
Elle est abritée des précipitations tropicales par la cordillère Centrale qui crée, sur son flanc sud, l'une des zones les plus arides de l'île.

## Historique
Le statut de protection de « forêt d'État » date de 1919.

## Flore et faune

Paysage côtier de la zone protégée avec des Melocactus intortus.

La zone protégée regroupe 550 espèces de plantes, 180 espèce d'arbres, et 45 espèces végétales protégées dont Leptocerus quadricostatus, Ottoschulzia rhodoxylon, Trichilia triacantha et Polygala cowellii.
Parmi les espèces animales protégées, et en danger, présentes dans la zone classée se trouvent : Bufo lemur, Vireo latimeri, Caprimulgus noctitherus, Gecarcinus ruricola et Thyphlatya monae (en danger critique d'extinction).
La forêt accueille plus de 160 espèces d'oiseaux (dont quatorze endémiques à l'île – incluant Agelaius xanthomus, Melanerpes portoricensis, Coccyzus vieilloti, Chlorostilbon maugaeus, Loxigilla portoricensis et Todus mexicanus – et trois en danger d'extinction) et est l'un des sites de présence préférentiel et de préservation du Pic de Porto Rico et du Carouge de Porto Rico.